# CD Shop Awards
CD Shop Awards (CDショップ大賞, Shīdī Shoppu Taishō) é um conjunto anual de premiações de música apresentados no Japão. É patrocinado pela All-Japan CD Shop Clerks Union, e as premiações são concedidas com base em votos por balconistas de lojas de CDs de todo o Japão. É referido como "a edição musical do Japan Booksellers' Award".

## Vencedores

### Música japonesa

#### Grande Prêmio
| No. | Ano  | Artista                         | Trabalho             | Ref    |
| --- | ---- | ------------------------------- | -------------------- | ------ |
| 1º  | 2009 | Soutaisei Riron                 | Shifon Shugi         | [ 4 ]  |
| 2º  | 2010 | The Bawdies                     | This Is My Story     | [ 5 ]  |
| 3º  | 2011 | Andymori                        | Fanfare to Nekkyou   | [ 6 ]  |
| 4º  | 2012 | Momoiro Clover Z                | Battle and Romance   | [ 7 ]  |
| 5º  | 2013 | Man with a Mission              | Mash Up the World    | [ 8 ]  |
| 6º  | 2014 | Maximum the Hormone             | Yoshu Fukushu        | [ 9 ]  |
| 7°  | 2015 | Babymetal                       | Babymetal            | [ 11 ] |
| 8º  | 2016 | Gen Hoshino                     | Yellow Dancer        | [ 12 ] |
| 9º  | 2017 | Hikaru Utada                    | Fantôme              | [ 13 ] |
| 10º | 2018 | Kenshi Yonezu                   | Bootleg              | [ 14 ] |
| 11º | 2019 | Vermelho: Gen Hoshino           | Pop Virus            | [ 15 ] |
| 11º | 2019 | Azul: Orisaka Yuta              | Heisei               | [ 15 ] |
| 12º | 2020 | Vermelho: Official Hige Dandism | Traveler             | [ 16 ] |
| 12º | 2020 | Azul: King Gnu                  | Sansan               | [ 16 ] |
| 13º | 2021 | Vermelho: Kenshi Yonezu         | Stray Sheep          | [ 17 ] |
| 13º | 2021 | Azul: Fujii Kaze                | Help Ever Hurt Never | [ 17 ] |
| 14º | 2022 | Vermelho: Official Hige Dandism | Editorial            | [ 18 ] |
| 14º | 2022 | Azul: WurtS                     | Once Upon a Revival  | [ 18 ] |
| 15º | 2023 | Vermelho: Fujii Kaze            | Love All Serve All   | [ 19 ] |
| 15º | 2023 | Azul: Hitsujibungaku            | Our Hope             | [ 19 ] |
| 16º | 2024 | Vermelho: Mrs. Green Apple      | Antenna              | [ 20 ] |
| 16º | 2024 | Azul: Atarashii Gakko!          | Maningen             | [ 20 ] |
| 17º | 2025 | Vermelho: Satoko Shibata        | Your Favorite Things | [ 21 ] |
| 17º | 2025 | Azul: Rikon Densetsu            | Rikon Densetsu       | [ 21 ] |

#### Vice-campeão
| No. | Ano  | Artista             | Trabalho                                           |
| --- | ---- | ------------------- | -------------------------------------------------- |
| 1º  | 2009 | Ohashi Trio         | This Is Music                                      |
| 1º  | 2009 | Perfume             | Game                                               |
| 2º  | 2010 | Ryujin Kiyoshi      | Philisophy                                         |
| 2º  | 2010 | Superfly            | Box Emotions                                       |
| 3º  | 2011 | Shinsei Kamattechan | Tomodachi o Koroshite made. (友だちを殺してまで。) |
| 3º  | 2011 | Sekai no Owari      | Earth                                              |
| 3º  | 2011 | Motohiro Hata       | Documentary                                        |
| 4º  | 2012 | Gen Hoshino         | Episode                                            |
| 5º  | 2013 | Kyary Pamyu Pamyu   | Pamyu Pamyu Revolution                             |

### Melhor Iniciante
Premiados do 6º CD Shop Awards.
| No. | Ano  | Artista   | Trabalho                                  |
| --- | ---- | --------- | ----------------------------------------- |
| 6º  | 2014 | Kana-Boon | Doppel                                    |
| 6º  | 2014 | Kana-Boon | Boku ga CD o Dashitara (僕がCDを出したら) |

### Música ocidental
Premiados do 2º CD Shop Awards, que foi a única vez que houve um Grand Prix e um Sub-Grand Prix. Desde a 3ª premiação, não houve mais divisões.
| No. | Ano  | Artista             | Artista                          | Trabalho                                 | Ref    |
| --- | ---- | ------------------- | -------------------------------- | ---------------------------------------- | ------ |
| 2º  | 2010 | Grande Prêmio       | Lady Gaga                        | The Fame                                 | [ 5 ]  |
| 2º  | 2010 | Vice-campeão        | Diane Birch                      | Bible Belt                               | [ 5 ]  |
| 2º  | 2010 | Vice-campeão        | The Pains of Being Pure at Heart | The Pains of Being Pure at Heart         | [ 5 ]  |
| 3º  | 2011 | The Drums           | The Drums                        | The Drums                                | [ 6 ]  |
| 3º  | 2011 | Maroon 5            | Maroon 5                         | Hands All Over                           | [ 6 ]  |
| 3º  | 2011 | Vampire Weekend     | Vampire Weekend                  | Contra                                   | [ 6 ]  |
| 4º  | 2012 | Foster the People   | Foster the People                | Torches                                  | [ 7 ]  |
| 5º  | 2013 | Muse                | Muse                             | The 2nd Law                              | [ 8 ]  |
| 6º  | 2014 | Paul McCartney      | Paul McCartney                   | New                                      | [ 9 ]  |
| 7º  | 2015 | Pharrell Williams   | Pharrell Williams                | Girl                                     | [ 11 ] |
| 8º  | 2016 | Adele               | Adele                            | 25                                       | [ 12 ] |
| 9º  | 2017 | Bruno Mars          | Bruno Mars                       | 24k Magic                                | [ 13 ] |
| 10º | 2018 | Ed Sheeran          | Ed Sheeran                       | ÷ Divide                                 | [ 14 ] |
| 11º | 2019 | Tom Misch           | Tom Misch                        | Geography                                | [ 15 ] |
| 12º | 2020 | Western Music Award | Billie Eilish                    | When We All Fall Asleep, Where Do We Go? | [ 16 ] |
| 12º | 2020 | Special Award       | Tool                             | Fear Inoculum                            | [ 16 ] |
| 13º | 2021 | Beabadoobee         | Beabadoobee                      | Fake It Flowers                          | [ 17 ] |
| 14º | 2022 | Måneskin            | Måneskin                         | Teatro d’ira – Vol. I                    | [ 18 ] |
| 15º | 2023 | Harry Styles        | Harry Styles                     | Harry's House                            | [ 19 ] |
| 16º | 2024 | Olivia Rodrigo      | Olivia Rodrigo                   | Guts                                     | [ 20 ] |
| 17º | 2025 | Charli XCX          | Charli XCX                       | Brat                                     | [ 21 ] |